# Eugene O'Neill Theatre
Le Eugene O'Neill Theatre est un théâtre de Broadway situé au 230 West 49th Street dans le Theater District, dans le centre de Manhattan, à New York (États-Unis). Le O'Neill Theater, qui reprend le nom dramaturge Eugene O'Neill, est détenu et exploité par Théâtres Jujamcyn. La maison peut accueillir jusqu'à 1 108 spectateurs et a accueilli de grands succès tels que Big River, Spring Awakening et The Book of Mormon,.

## Histoire
Conçu par l'architecte Herbert J. Krapp , il a été construit pour les Shubert dans le cadre d'un complexe hôtelier-théâtre du nom du tragédien du 19e siècle Edwin Forrest. Le Forrest Theatre a ouvert ses portes le 24 novembre 1925, avec la comédie musicale Mayflowers comme première production.    
Le lieu a été rebaptisé Coronet Theatre en 1945, avec des rénovations par les architectes Walker & Gillette. En 1959, il fut rebaptisé O'Neill en l'honneur du dramaturge américain par le propriétaire de l'époque, Lester Osterman. Il a ensuite été acheté par le dramaturge Neil Simon, qui l'a vendu à Jujamcyn Theaters en 1982. Jujamcyn est l'une des trois principales compagnies de théâtre de Broadway et, depuis 2009, Jujamcyn Theatres est détenue et exploitée par Jordan Roth.

## Productions notables
- 1934 : Tobacco Road
- 1945 : Dream Girl
- 1947 : All My Sons
- 1952 : Jane
- 1952 : The Children's Hour
- 1953 : The Little Hut

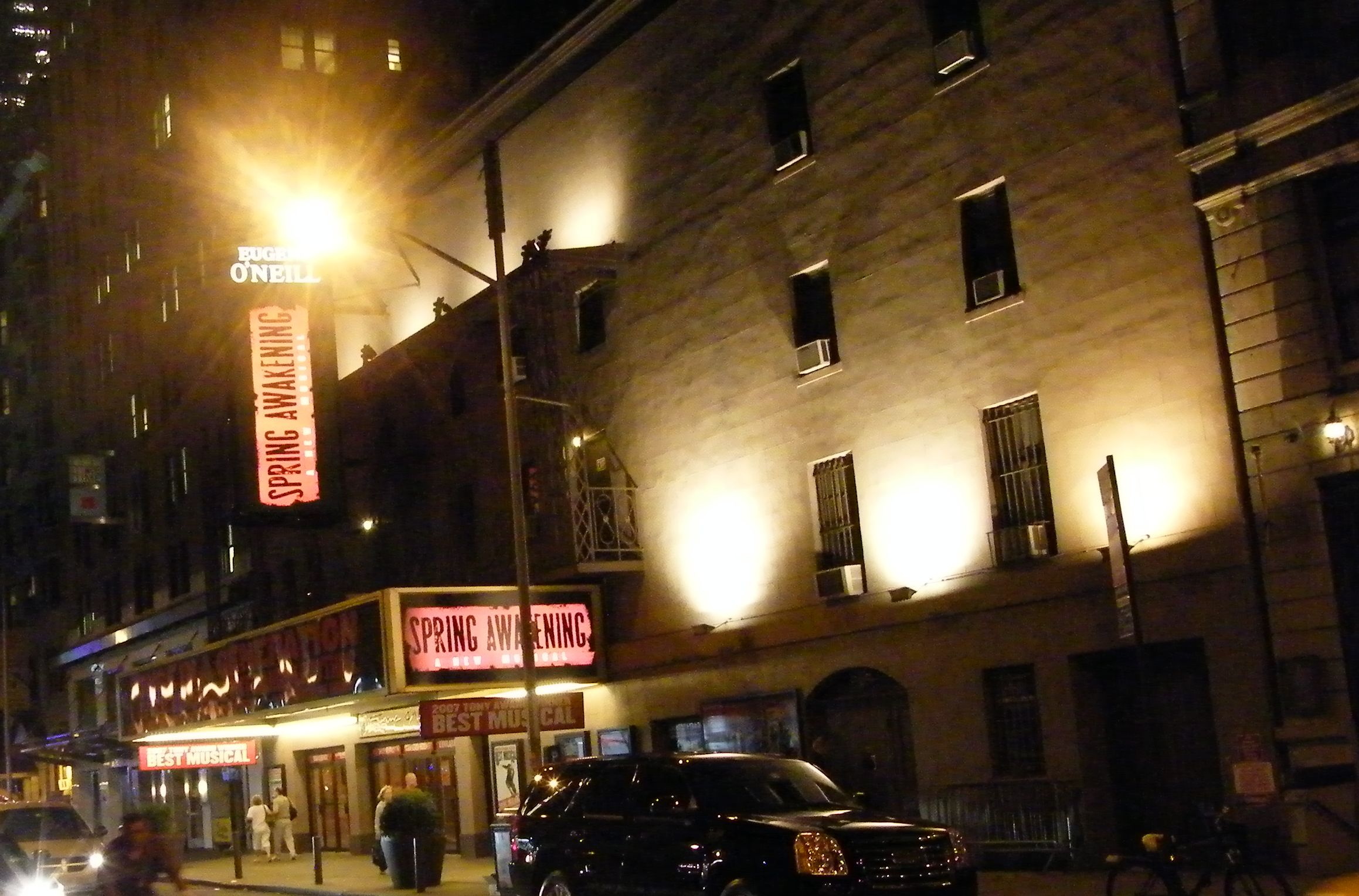
Spring Awakening à l'affiche en 2008.

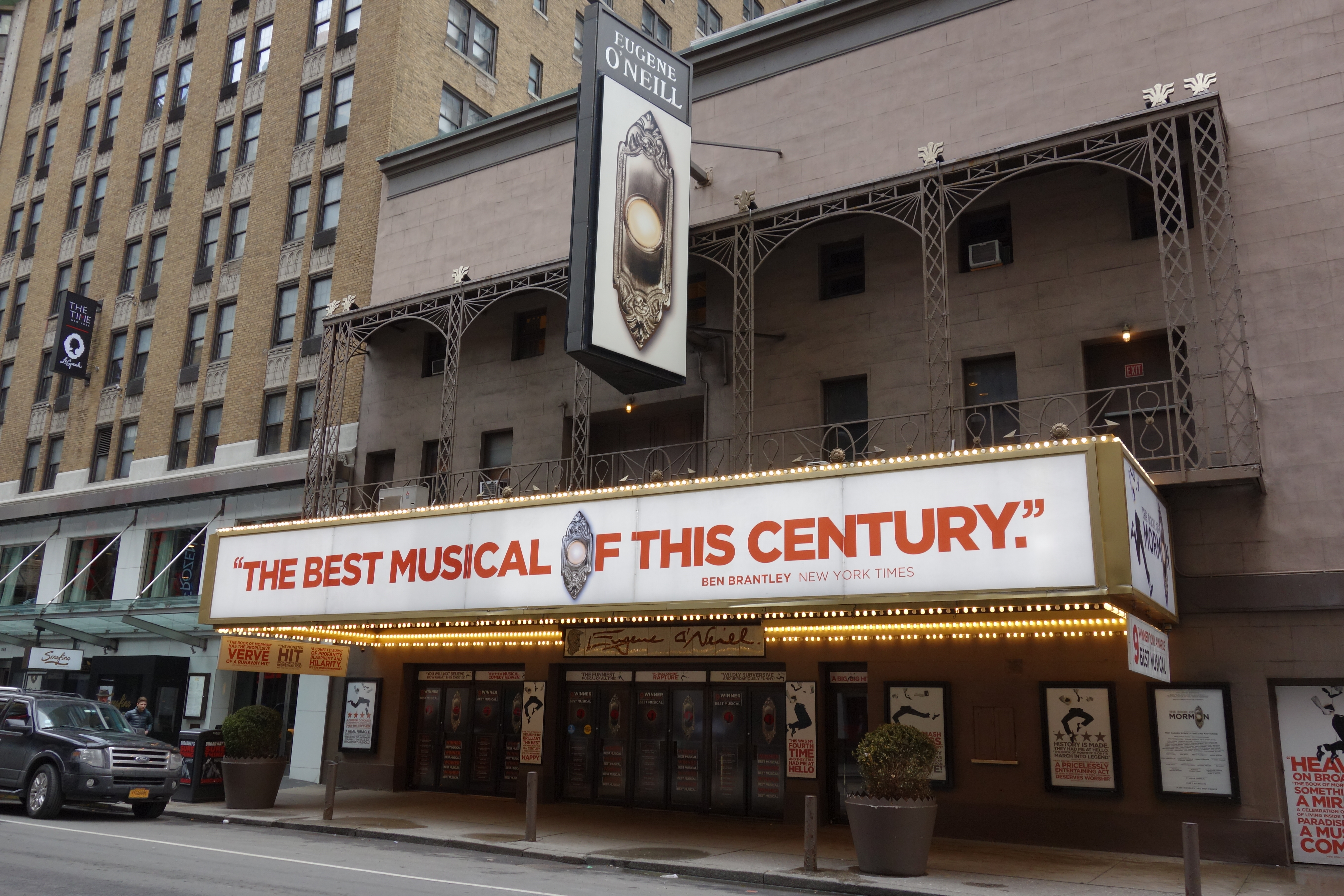
The Book of Mormon toujours à l'affiche en 2018.

- 1955 : The Bad Seed; A Memory of Two Mondays et A View from the Bridge
- 1957 : The Waltz of the Toreadors
- 1962 : A Thousand Clowns
- 1963 : She Loves Me
- 1966 : The Odd Couple
- 1968 : Rosencrantz and Guildenstern Are Dead
- 1969 : Last of the Red Hot Lovers
- 1971 : The Prisoner of Second Avenue
- 1973 : The Good Doctor
- 1974 : God's Favorite
- 1975 : Yentl
- 1976 : California Suite
- 1979 : Chapter Two
- 1980 : I Ought to Be in Pictures
- 1981 : Annie
- 1982 : The Best Little Whorehouse in Texas
- 1983 : Moose Murders
- 1985 : Big River
- 1988 : M. Butterfly
- 1991 : La Bête
- 1992 : Five Guys Named Moe
- 1994 : Grease
- 1999 : Death of a Salesman
- 2000 : The Full Monty
- 2003 : Nine
- 2004 : Caroline, or Change
- 2005 : Good Vibrations; Sweeney Todd
- 2006 : Spring Awakening
- 2009 : 33 Variations; Fela!
- 2011 : 8 (One-night premiere engagement)
- 2011 : The Book of Mormon